# Erwin Mulder
Erwin Mulder (* 3. März 1989 in Zevenaar, Gelderland) ist ein niederländischer Fußballtorwart, der aktuell bei den Go Ahead Eagles unter Vertrag steht.

## Laufbahn
Trainiert in den Jugendbereichen von Vitesse Arnheim und Feyenoord Rotterdam, wechselte Mulder zur Saison 2007/08 in den Profikader von Feyenoord. Sein Debüt in der Eredivisie gab er am 2. Dezember 2007 beim 6:0-Sieg gegen Heracles Almelo. Doch konnte er sich zunächst nicht als Nummer 1 durchsetzen und wurde in der Folgesaison an den Ortsrivalen Excelsior Rotterdam in die Eerste Divisie ausgeliehen. Nach einem Zweitligajahr in den Eredivisie-Kader von Feyenoord zurückgekehrt, konnte er sich allmählich als Stammkeeper durchsetzen und behaupten. Bis zum Sommer 2014 kam Erwin Mulder zu 120 Einsätzen für Feyenoord in der Eredivisie; dazu kamen diverse Spiele im KNVB-Pokal sowie den Qualifikationsrunden der UEFA Champions League und UEFA Europa League. Unter anderem spielte Mulder auch im Finale des KNVB-Pokal 2009/10 gegen Ajax Amsterdam. Das sogenannte De Klassieker gewann allerdings Ajax. Zuvor hatte Mulder bereits den KNVB-Pokal 2007/08 gewonnen, war damals aber zu keinem Einsatz gekommen. Im Sommer 2014 ergab sich für Mulder, der trotz einiger Blessuren in den beiden Vorjahren vor Kostas Lamprou Stammtorhüter geblieben war, eine neue Konkurrenzsituation: zunächst verpflichtete der Klub Warner Hahn vom FC Dordrecht, am Ende der Transferperiode kam noch Kenneth Vermeer vom Erzrivalen Ajax Amsterdam. Zwar hatte sich Mulder zunächst gegen Hahn durchgesetzt, der in der Folge an PEC Zwolle verliehen wurde, musste aber nach der Ankunft von Vermeer auf der Ersatzbank teilnehmen. Dort kassierte er in einem Spiel der UEFA Europa League 2014/15 gegen die AS Rom eine rote Karte, nachdem er mit einer Geste den Schiedsrichterassistenten beleidigt hatte.
Im Sommer 2015 wechselte Mulder zum Ligakonkurrenten SC Heerenveen, wo er ebenfalls Stammtorhüter wurde. Nach zwei Jahren verließ Mulder die Niederlande und unterschrieb einen Vertrag beim walisischen Verein Swansea City, der in der englischen zweiten Liga spielte. Hier wurde Mulder zwar auch regelmäßig eingesetzt, eine derartige Präsenz in der Startelf wie in den Saisons zuvor zeigte er aber nicht mehr. In drei Spielzeiten kam er nur auf 29 Einsätze in der Liga und zwei weitere im FA Cup. Schließlich kehrte er 2020 wieder zum SC Heerenveen zurück, wo er seinen Stammplatz wiedererhielt. Im Herbst 2021 verletzte er sich am Daumen und wurde in der Folge vom bisherigen Ersatzmann Xavier Mous verdrängt. Trainer Johnny Jansen war jedoch nicht dauerhaft mit dem Konkurrenten zufrieden und wechselte im weiteren Saisonverlauf erneut die Torhüter, so dass Mulder im Saisonendspurt wieder zwischen die Pfosten zurückkehrte. Im Sommer 2022 verlängerte der Klub den auslaufenden Vertrag nicht und verpflichtete mit Andries Noppert von den Go Ahead Eagles als Nachfolger. Mulder ging wenig später den umgekehrten Weg, im August des Jahres nahm ihn der Klub aus Deventer für eine Spielzeit unter Vertrag. Hier musste er sich jedoch zu Saisonbeginn hinter dem ebenfalls neu verpflichteten Jeffrey de Lange als Ersatzmann einordnen.
Im Frühjahr 2012 wurde Erwin Mulder in den erweiterten Kader der Niederländischen Fußballnationalmannschaft für die Europameisterschaft berufen.